# Frank Iero
Frank Anthony Iero (Belleville (New Jersey), 31 oktober 1981) is een van de gitaristen van de alternatieve rockband My Chemical Romance. Daarnaast was hij eigenaar van platenmaatschappij Skeleton Crew.

## Jonge jaren
Frank Iero groeide op in Belleville, New Jersey. Als kind leed hij aan bronchitis en oorontstekingen, waardoor hij veel van zijn kindertijd in het ziekenhuis doorbracht. Iero is ook lactose-intolerant en heeft verscheidene voedselallergieën. Hij ging als kind naar een katholieke school. Zijn ouders scheidden toen hij jong was en hij groeide op met zijn moeder, die zijn muzikale levenskeuze goedkeurde. Zijn vader en grootvader waren zijn grote muzikale voorbeelden. Zijn vader wilde dat hij drummer werd, maar Frank Iero koos voor de gitaar.

## 1998 - heden
Iero begon op zijn elfde in lokale bands te spelen. Voor My Chemical Romance was hij de frontman van Pencey Prep. Ze brachten een album getiteld Heartbreak In Stereo uit. Terwijl hij in de band speelde, leerde hij Gerard Way en de andere leden van My Chemical Romance kennen. Zij zaten bij het zelfde platenlabel, Eyeball Records, en spraken elkaar daarom vaak. Ze vonden hun demo goed en hielp zijn band om optredens te krijgen. Nadat de band uiteenviel, speelde Iero in verschillende andere bands. Op dat moment zocht My Chemical Romance een tweede gitarist. Iero kreeg toen het aanbod om gitarist van de band te worden en heeft hij die kans toen ook genomen. Bovendien was hij groot fan van hun werk!

Op 11 November, 2022 kwam het debut album van zijn nieuwe band, L.S. Dunes uit en toerden zij door Europa begin Februari, 2023. L.S. Dunes is een 'supergroep' met bekende namen zoals Anthony Green (Circa Survive), Tucker Rule, Tim Payne (Thursday (band) en Travis Stever (Coheed and Cambria). De band werd goed ontvangen en gewaardeerd door fans. Zo werd er onder andere door een aantal fans een comic boek gemaakt voor de debuterende band. Iero deelde dit op sociale media:
"So many talented souls out there. Honored to be connected with you all. Like this fuhking thing… Seriously, I’m speechless."
Naast zijn huidige rol als rythm gitarist van L.S. Dunes en My Chemical Romance, heeft Iero ook in de volgende bands gespeeld:
- Leathermouth
- Pencey Prep
- Hybrid
- Sector 12
- I Am Graveyard
- Give Up The Ghost (American Nightmare)

## My Chemical Romance
My Chemical Romance bestaat uit de volgende leden: Frank Iero, Gerard Way, Mikey Way en Ray Toro. (Oud-leden: Matt Pelissier, Bob Bryar)
Iero is de slaggitarist en het jongste lid van My Chemical Romance. Hij woonde enige tijd samen met bassist Mikey Way. Iero kwam bij de band toen zijn voormalige band Pencey Prep, waar hij zanger was, uit elkaar ging. Hij werd aangeworven nadat My Chemical Romance had besloten nog een gitarist erbij te nemen (naast Ray Toro) om het geluid op te vullen. Op het eerste album van My Chemical Romance, I Brought You My Bullets, You Brought Me Your Love, speelde hij in "Honey, This Mirror Isn't Big Enough For The Two Us" en "Early Sunsets Over Monroeville". Op 22 maart 2013 ging de band uit elkaar. Op 31 oktober 2019 heeft My Chemical Romance een reunie tour aangekondigd. Het eerste concert, dat bijna onmiddellijk uitverkocht werd, vond plaats op 20 December 2019 te Shrine Expo Hall in Los Angeles. Verder zijn er meerdere concerten in Europa gepland in 2022.

## Skeleton Crew
Iero heeft zijn eigen kledinglijn en had tot 2010 samen met zijn vrouw een eigen platenmaatschappij, Skeleton Crew.

## Leathermouth
Leathermouth heeft sinds november 2008 een contract bij Epitaph Records en bracht begin 2009 het debuutalbum XO uit. Iero verklaarde dat de albumtitel geen diepere betekenis heeft.

## Death Spells
Kort nadat My Chemical Romance in 2013 uiteen was gevallen, liet Iero alweer weten dat hij een nieuwe band had samen met de voormalige toetsenist van My Chemical Romance, James Dewees.

## FrnkIero and the Cellabration
Op 25 augustus 2014 bracht Iero het album Stomachaches uit. Hij deed dit onder de naam FrnkIero and the Cellabration. Het album bevat twaalf nummers. Op dit album staat onder andere de nummers "Weighted", "Joyriding" en "She's the Prettiest Girl at the Party, and She Can Prove It with a Solid Right Hook". In 2016 bracht hij zijn tweede album "Parachutes" uit en in 2019 "Barriers".
In 2021 kwam zijn ep "Heaven Is A Place, This Is A Place" uit. Deze EP bevat 4 nummers, waaronder "Losing My Religion", een cover van REM.

## Persoonlijk leven
Iero heeft veel tatoeages. Hij heeft meerdere malen laten blijken voor homorechten te zijn en maakte kenbaar op Barack Obama te hebben gestemd in de verkiezingen in 2008. Hij is reeds lang vegetariër en werd door PETA uitgeroepen tot 'Sexiest Vegetariër' van de wereld.
Op 5 februari 2007 trouwde hij met zijn vriendin, die hij in mei 2006 ten huwelijk had gevraagd tijdens de opnamen van The Black Parade. Op 7 september 2010 liet Iero weten dat hij net vader was geworden van twee dochters, een tweeling. Op 6 april 2012 werd hij vader van een zoon.